# Rozterk
Rozterk est une localité polonaise de la gmina de Praszka, située dans le powiat d'Olesno en voïvodie d'Opole.

## Démographie
En 2021, la population était de 273 habitants.